# 草河遊也
草河 遊也（くさか ゆうや、1972年1月28日 - ）は日本のイラストレーター、漫画家。大阪府出身。1993年、HARD DIVER（都築 由浩原作）でデビュー。主にライトノベルの表紙や挿絵を手掛ける。現在でもフルアナログで仕事をしている。

## 主な作品

### 漫画
- HARD DIVER （都築由浩原作、コミック・ガイア）

### 表紙・挿絵
- 魔術士オーフェン（秋田禎信著、富士見ファンタジア文庫）
- 邪鬼が来る!（谷登志雄著、電撃文庫）
- サウザンドアームズ（富永浩史著、富士見ファンタジア文庫）
- レディ・ガンナー（茅田砂胡著、角川スニーカー文庫）
- 月と闇の戦記（森岡浩之著、角川スニーカー文庫）
- BLACK BLOOD BROTHERS（あざの耕平著、富士見ファンタジア文庫）
- 災厄娘inアーカム（新熊昇、都築由浩著、青心社）
- 魔術士オーフェンはぐれ旅（秋田禎信著、TOブックス）
- 勇者のクズ（ロケット商会著、カドカワBOOKS）

### キャラクターデザイン
- サウザンドアームズ（ATLUS）

### 画集
- 魔術士オーフェンはぐれ旅　鋼の後継者（ISBN 482919121X）
- 魔術士オーフェンはぐれ旅　黒の聖域（ISBN 4829191244）
- 魔術士オーフェンはぐれ旅 草河遊也原画展2012（ISBN 4864720258）

### その他
- YOMBAN 今月の一枚 2010年6月分イラスト担当